# Celso de Vasconcellos Pinheiro
Celso de Vasconcellos Pinheiro (Belo Horizonte, 25 de dezembro de 1931 —13 de janeiro de 2008) foi um arquiteto, urbanista e acadêmico brasileiro. Foi reitor da Universidade Federal de Minas Gerais de 1978 a 1982 e diretor da Escola de Arquitetura da Universidade Federal de Minas Gerais por dois mandatos, de 1982 a 1986 e de 1990 a 1994.

## Atividade profissional
Celso formou-se em arquitetura pela Escola de Arquitetura da UFMG em 1954, recebendo o título de engenheiro arquiteto. Tornou-se especialista em urbanismo pela mesma instituição em 1959. Colaborou na conversão do prédio do cassino da Pampulha no Museu de Arte da Pampulha, sendo seu conservador-chefe até 1965. Trabalhou na Prefeitura de Belo Horizonte, ocupando o cargo de diretor do Departamento de Planejamento Urbano do Conselho Municipal de Planejamento e Desenvolvimento de Belo Horizonte entre 1972 e 1976. Neste período, integrou a equipe que elaborou a primeira Lei de Uso e Ocupação do Solo da cidade, publicada em 1976.

## Atividade acadêmica
Celso começou a lecionar na Escola de Arquitetura da UFMG em 1958. Ampliou sua participação acadêmica ao assumir, em 1975, a diretoria executiva do Conselho de Graduação e, um ano depois, a pró-reitoria de graduação da UFMG. Foi nomeado reitor em 1978, exercendo o cargo até 1982, assumindo, em seguida, a diretoria da Escola de Arquitetura até 1986 - cargo que voltou a ocupar, eleito para novo mandato de quatro anos, a partir de 1990.
Celso recebeu a Medalha do Mérito do Conselho Federal de Engenharia e Agronomia, de onde foi conselheiro, no ano de 2004.